# آنا ليزا أوغستسون
آنا ليزا أوغستسون (بالسويدية: Anna-Lisa Augustsson)‏ (29 ديسمبر 1924 - 22 سبتمبر 2012) كانت عداءة سويدية. في عام 1952، فازت باللقب الوطني لمسافة 100 متر و 200 متر، وأصبحت أول امرأة سويدية تدخل 100 متر في 12 ثانية في منافسة رسمية. وفي نفس العام، تنافست في الألعاب الأولمبية الصيفية لعام 1952، لكنها فشلت في الوصول إلى نهائيات 100 متر و 4 × 100 متر في التتابع.

## روابط خارجية
- آنا ليزا أوغستسون على موقع أوليمبيديا (الإنجليزية)
- آنا ليزا أوغستسون على موقع اللجنة الأولمبية السويدية (السويدية)